# Dorothy Khadem-Missagh
Dorothy Khadem-Missagh (* 26. November 1992 in Mödling, Österreich) ist eine österreichische Pianistin, Dirigentin und künstlerische Leiterin des Beethoven Frühlings.

## Biographie
Dorothy Khadem-Missagh wurde als jüngstes Kind einer Musikerfamilie in Österreich geboren und wuchs in Baden bei Wien auf. Sie setzt als Pianistin und Dirigentin das musikalische Schaffen ihrer Familie in der vierten Generation fort. Ihr Vater Bijan Khadem-Missagh ist Gründer und langjähriger künstlerischer Leiter des internationalen Kammermusikfestivals Allegro Vivo und war Konzertmeister des Tonkünstler-Orchesters Niederösterreich. Ihre Schwester Martha und ihr Bruder Vahid sind Violinisten.
Im Alter von drei Jahren erhielt sie ihren ersten Klavierunterricht und mit sechs Jahren wurde sie an die Universität für Musik und darstellende Kunst in Wien aufgenommen. Sie studierte ebenda unter anderem bei Noel Flores, Stefan Arnold und Jan Jiracek von Arnim sowie am Mozarteum Salzburg bei Pavel Gililov. Weitere musikalische Impulse erhielt sie von Martha Argerich sowie im Rahmen der Verbier Festival Academy von András Schiff, Ferenc Rados, Arie Vardi, Robert Levin, Gábor Takács-Nagy und Menahem Pressler.
2011 gab Dorothy Khadem-Missagh mit Joseph Haydns Klavierkonzert in D-Dur ihr Debüt im Großen Saal des Wiener Musikvereins. Sie war regelmäßig für Solo-Recials, Kammermusik-Konzerte und als Solistin im Wiener Konzerthaus und auf Einladung der Gesellschaft der Musikfreunde im Wiener Musikverein zu Gast. Weitere Auftritte erfolgten u. a. in der Philharmonie Luxemburg, Beethoven-Haus Bonn, dem Brucknerhaus, dem Seoul Seongnam Art Center und im MuTh. Sie war zu Gast bei Festivals wie der Styriarte Graz, dem Verbier Festival, Palermo Classica, dem Liszt Festival Raiding, Allegro Vivo, dem Mosel Musikfestival und den Tiroler Festspielen Erl. Als Solistin trat sie mit Orchestern wie dem Tonkünstler-Orchester Niederösterreich, dem Wiener Kammerorchester und dem Soul Seongnam Philharmonic Orchestra auf.
Dorothy Khadem-Missagh gab ihr Debüt als Dirigentin mit dem Wiener Kammerorchester und dirigierte weiters das Moravian Philharmonic Orchestra sowie das von ihr gegründete Beethoven-Frühling-Festival-Orchester. Sie studierte Orchesterdirigieren an der Royal Academy of Music London bei Sian Edwards sowie in Meisterkursen bei Jorma Panula und Johannes Schläfli. Am Weltfrauentag 2025 gab sie im Wiener Musikverein ihr Debüt als Dirigentin mit dem Beethoven-Frühling-Festival-Orchester.
Konzertreisen führen sie durch ganz Europa, nach Japan und China sowie in die USA und nach Kanada. Sie gab Ur- und Erstaufführungen zeitgenössischer Werke von Friedrich Cerha, Avner Dorman und Christoph Ehrenfellner. Als Kammermusikerin trat sie mit Christian Altenburger, Julia Hagen, Matthias Bartolomey, Thomas Riebl, Patrick Demenga, Jiyoon Lee und Wolfgang Bankl auf.
Aus Anlass des Beethoven-Jahres 2020 gründete sie das Festival Beethoven Frühling, das unter ihrer künstlerischen Leitung jährlich an Beethoven-Orten wie Baden bei Wien, Wiener Neustadt und Gneixendorf stattfindet.

## Auszeichnungen
Dorothy Khadem-Missagh ist mehrfache Preisträgerin der International Telekom Beethoven Competition Bonn, des Internationalen Klavierwettbewerbs „Ricard Viñes“ und des 13. Internationalen Klavierwettbewerb für Junge Pianisten in Ettlingen. Sie ist Gewinnerin des Internationalen Béla Bartók Wettbewerbs Wien, Finalistin des New York International Piano Competition und wurde in weiteren internationalen und nationalen Wettbewerben ausgezeichnet. Von der Wiener Klaviermanufaktur Bösendorfer wurde sie zum „Bösendorfer Artist“ ernannt.

## Diskografie
Ihr Solo-Album „Beethoven & Zeuner“ erschien 2020 und enthält Werke von Ludwig van Beethoven und die Ersteinspielung der ”Fantaisie Op.7” von Karl Traugott Zeuner. Dorothy Khadem-Missagh hat dieses Stück im Archiv der Gesellschaft der Musikfreunde in Wien entdeckt. Es handelt sich um die erste Einspielung eines Werks von Karl Traugott Zeuner. Das Album wurde in mehreren Kategorien für den Opus Klassik nominiert.
2021 erschien das Album „Auftakt“ des Trio Vision, das Dorothy Khadem-Missagh gemeinsam mit zwei Mitgliedern der Wiener Philharmoniker – Geigerin Ekaterina Frolova und Solocellist Peter Somodari – gegründet hat. Es enthält Klaviertrios von Ludwig van Beethoven, Johannes Brahms und Hans Gál.
Die Edition Ö1 veröffentlichte 2022 eine Live-Aufnahme von Dorothy Khadem-Missagh und Michael Niavarani, die im Rahmen der Reihe „Lieblingsgedichte“ im ORF Funkhaus entstanden ist.